# Huji'ertu
Huji'ertu (kinesiska: 呼吉尔图, 呼吉尔图乡) är en socken i Kina. Den ligger i den autonoma regionen Inre Mongoliet, i den norra delen av landet, omkring 280 kilometer sydväst om regionhuvudstaden Hohhot.
Genomsnittlig årsnederbörd är 597 millimeter. Den regnigaste månaden är juli, med i genomsnitt 179 mm nederbörd, och den torraste är december, med 2 mm nederbörd.